# Psyllocarpus intermedius
Psyllocarpus intermedius är en måreväxtart som beskrevs av Elsa Leonor Cabral och Nélida María Bacigalupo. Psyllocarpus intermedius ingår i släktet Psyllocarpus och familjen måreväxter. Inga underarter finns listade i Catalogue of Life.